# 岑紫生
岑紫生（英語：Kimberly Shum，1992年12月14日—）香港藝人，港韓混血，綽號「女師父」，因為模仿網絡虛擬人物「司徒夾帶」女版而出名。曾是英皇電影旗下藝人，將會拍電影。

## 簡歷
岑紫生於香港出生，早年曾於美國生活，擁有法律副學士學位，但唸完大專卻選擇投身娛樂圈，回港當兩年模特兒，期間接拍不少廣告。不過她於2012年於跨界文化人司徒夾帶旗下製作公司亮相後，才開始活躍於網絡界。及後她簽約英皇娛樂，拍過電影《衝鋒車》同《雛妓》。岑曾一度離開娛樂圈，後獲楊受成邀請，重回英皇發展演藝事業。

## 外部連結
- 岑紫生的Instagram帳戶
- 女師父Kimberly facebook